# Dillwynia floribunda
Dillwynia floribunda är en ärtväxtart som beskrevs av James Edward Smith. Dillwynia floribunda ingår i släktet Dillwynia och familjen ärtväxter.

## Underarter
Arten delas in i följande underarter:
- D. f. floribunda
- D. f. teretifolia